# Тополь канадский
То́поль кана́дский (лат. Populus × canadensis) — вид лиственных деревьев из рода Тополь (Populus) семейства Ивовые (Salicaceae). Гибрид тополя дельтовидного (Populus deltoides) из Канады и Европейского тополя чёрного (Populus nigra).
Первые гибриды распространились ещё в конце 17 века из-за лёгкости размножения и быстрого лесовосстановления. Благодаря скорому росту и выгодным свойствам древесины, они быстро вытеснили чёрный тополь, произрастающий в Европе.

## Ботаническое описание
Деревья высотой более 30 м. Ствол прямостоячий, кора грубая, толстая, глубоко бороздчатая, корона яйцевидная. Ветви раскидистые, круглого сечения, слегка угловатые, голые, реже опушенные. Почки крупные, вначале зелёные, становятся буровато-зелёными, очень липкие. Черешки длинные, уплощенные по бокам. Листовая пластинка дельтовидно-яйцевидной формы, размером 7—10 (—20) см, обычно длиннее ширины, снизу тускло-зелёная, в основании усечённая или широко клиновидная, с 1 или 2 железками или без них. Край листовой пластины зубчатый, вершина заострённая. Серёжка мужская 7—15 см длиной, прицветники зеленовато-коричневые, рваные. Мужской цветок: диск желтовато-зелёный, край цельный; тычинок 15—25 (—40). Женские серёжки в зрелом возрасте до 27 см длиной, 45—50-цветковые. Женский цветок: рыльце 4-лопастное. Капсула яйцевидная, около 8 мм, 2- или 3-клапанная.
Кариотип 2n = 36 *, 38 *.
Идентификация отдельных видов тополей только морфологическими методами затруднена, видовая дифференциация для определения гибридов проводится с помощью комплекса биохимических и генетических методов.

## Распространение и экология
Произрастает в Северной Америке, где растёт вдоль рек и озёр, в Канаде и Приатлантических штатах. Культивируется в Западной Европе, в России в европейской части от южных границ до Санкт-Петербурга.
Быстрорастущее светолюбивое дерево, предпочитающее богатые и увлажнённые почвы, но не переносит их уплотнения. Обладает хорошей зимостойкостью, но в суровые зимы может подмерзать. В городских условиях растёт хорошо. 
Относительно засухоустойчив, переносит небольшое засоление почвы.
Отличается высокой производительностью на богатых и влажных почвах. В этих условиях его насаждения в возрасте 25—30 лет дают запас на 1 га до 600 м³. Отдельные деревья достигают 40 м высоты и 2,5 м в диаметре. В районах Полесья в молодом возрасте сильно повреждается ржавчиной.
Легко размножается семенами, зимними стеблевыми черенками, корневыми отпрысками.

## Значение и применение
Используется для посадок с целью быстрого лесовосстановления.
Древесина мягкая, темнобурая, очень ценится как поделочная и составляет недурную статью канадского экспорта.
В зелёном строительстве предпочтение отдаётся мужским клонам с прямыми стволами и компактной кроной, например 'Serotina' (не образует пух). Женские клоны, более ветвисты и отличаются обильным пушением, за что их называют «хлопковыми».
|  |  |  |

## Таксономия

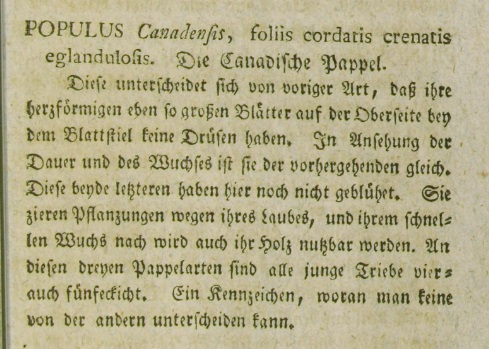
Описание тополя канадского (Populus canadensis) из монографии Конрада Мёнха

Populus canadensis Moench, Verzeichniss auslädndischer Bäume und Stauden des Luftschlosses Weissenstein 81. 1785.

### Синонимы
- Populus marilandica Bosc ex Poir., Encyc. [J. Lamarck & al.] Suppl. 4: 378. 1816. — Тополь приморский[1]
- Populus bachelieri Solem., Vollst. Naturgesch. Culturpfl. Deutschl. 437. 1851.
- Populus serotina Hartig, Vollst. Naturgesch. Culturpfl. Deutschl. 437. 1851. — Тополь позднораспускающийся[1]
- Populus × robusta C.K.Schneid., Ill. Handb. Laubholzk. 1: 11. 1904.
- Populus × canadensis var. serotina (Hartig) Rehder, J. Arnold Arbor. 4: 111. 1923.
- Populus × canadensis var. marilandica (Bosc ex Poir.) Rehder, J. Arnold Arbor. 4: 112. 1923.
- Populus × canadensis var. regenerata (A.Henry) Rehder, J. Arnold Arbor. 4: 112. 1923.
- Populus × caroliniana McMinn & Maino, Man. Pacif. Coast Trees: 146. 1935., pro syn.
- Populus × brabantica (Houtz.) Houtz., Geslacht Populus: 141. 1937.
- Populus × gelrica Houtz., Geslacht Populus 141. 1937.
- Populus × euramericana (Dode) Guinier, Acta Bot. Neerl. 6: 54. 1957.
- Populus euramericana Guinier, Acta Bot. Neerl. 6(1): 54 1957.

### Сорта
В культуре известно несколько сортов, имеющих значение для озеленения городов и паркового строительства. 
- Populus x canadensis 'Serotina Aurea'
- Populus x canadensis 'Robusta'
- Populus x canadensis 'Gelrica'
- Populus x canadensis 'Regenerata'